# Ramiro Torres
Ramiro Torres Navarro (Ciudad de México, 22 de diciembre de 1988) conocido como Ramiro Torres es un actor mexicano, conocido por sus papeles en telenovelas infantiles, como Cómplices al rescate, Aventuras en el tiempo, Niña amada mía y por su recurrente participación en Hola Robot.

## Biografía
Ramiro Torres nació el 22 de diciembre de 1988 en México, D.F. Inició su carrera artística en 1996 en la telenovela La antorcha encendida.
En 1995 participa en la serie humorística de Eugenio Derbez Al derecho y al derbez, para 1999 en la telenovela Por tu amor. Pero se da a conocer en 2001 con su participación como Leonardo, un niño minusválido en la telenovela Aventuras en el tiempo, y en 2002 como Ramón, un niño ciego, en la telenovela Cómplices al rescate, ambas al lado de Belinda. De ahí le siguen otras participaciones en Niña amada mia y en la serie Mujer, casos de la vida real.
En 2008 se le ve en la película Cañitas. Presencia, que relata el caso de Cañitas, de Carlos Trejo. A partir de 2010 deja Televisa para formar parte de TV Azteca. En 2013 regresa a Televisa con la serie Como dice el dicho.
En 2020 se unió al elenco de Hola Robot bajo el sobrenombre de “Factor” en el programa “Hola Fútbol” y “La Previa” al lado de Gabriel Chapa Heredia más conocido como “El Piojinho de Televisa Deportes”, Mauricio “Jacovet” García y Sixxela Music Oficial ¡Cómpralo ya!.

## Telenovelas en Televisa
- La antorcha encendida (1995) - Pedro de Soto (niño)
- Bajo un mismo rostro (1995) - Marcelo (niño)
- Por tu amor (1999) - Jesús Cifuentes Álvarez
- DKDA (1999) - Conductor Mirim/Rodrido Arias (niño)
- Carita de ángel - (2001) Noe Gamboa (niño)
- Aventuras en el tiempo (2001) - Leonardo
- Navidad sin fin (2001) - Manuel
- Cómplices al rescate (2002) - Ramón
- Niña amada mia (2003)  - Ignacio "Nacho" Fábregas
- Papás por conveniencia (2024)

## Series en Televisa
- Al derecho y al Derbez (1995)
- Mujer, casos de la vida real (1997-2004) - 6 episodios
- Smee (2004)
- Hospital El paisa (2004) - Chambelán (1 episodio)
- Vecinos (2006) - Nerd fresa (1 episodio)
- Como dice el dicho (2013) - Teo (1 episodio)

## Series en TV Azteca
- Lo que callamos las mujeres (2011)
- A cada quien su santo (2011)

## Telenovelas en TV Azteca
- Prófugas del destino (2010-2011) - Poncho
- Bajo el alma (2011) - Gachito

## Cine
- Cañitas. Presencia (2008) - Ayudante brujo